# Komandosi śmierci
Komandosi śmierci (ang. Deadly Heroes, 1993) – niskobudżetowy amerykański film sensacyjny klasy "B" w reżyserii Menahema Golana, twórcy Oddziału Delta (1986).

## Treść filmu
Lotnisko w Atenach. Brad Cartowski (Michael Paré), członek elitarnych sił specjalnych amerykańskiej marynarki wojennej (United States Navy SEALs), towarzyszy żonie Marcy i synkowi Paulowi wracającym z wakacji. Nagle chłopiec zwraca uwagę ojca na trzech mężczyzn i kobietę. Ci okazują się niebezpiecznymi, uzbrojonymi terrorystami. Dochodzi do strzelaniny, w wyniku której ranny Brad trafia do szpitala. Tymczasem przestępcy brutalnie porywają do samolotu zakładników, wśród których jest Marcy. W zamian za ocalenie życia pasażerów i pilotów, bandyci żądają uwolnienia swojego przywódcy, Jose Marii Carlosa (Billy Drago), który czeka na proces w Stanach Zjednoczonych. Prezydent zezwala na przewiezienie Carlosa pod eskortą dawnego szefa Brada, agenta CIA Cody'ego Granta (Jan-Michael Vincent). Ten wykonuje zadanie. Terroryści stawiają jednak nowe warunki. Zamierzają bowiem lecieć do Afryki Północnej. Uwalniają też część zakładników, lecz Marcy, która została faworytką Carlosa, zostaje na pokładzie. Wkrótce Cody odwiedza leżącego w szpitalu Brada i obaj – wyposażeni w arsenał wyrafinowanej broni – postanawiają wyruszyć do Afryki, by uwolnić Marcy. Na miejscu Brad zostaje jednak schwytany przez podwładnych Carlosa i zostaje poddany torturom.

## Obsada
- Michael Paré jako Brad Cartowski
- Jan-Michael Vincent jako Cody Grant
- Billy Drago jako Jose Maria Carlos
- Claudette Mink jako Marcy Cartowski
- Isa Alkalai jako Pablo
- Juliano Mer jako Antonio Valdez
- Gabi Amrani jako Gabi Barudi
- Dean Bloch jako Paul Cartowski
- Alon Abutbul jako Patrick

## Wydanie filmu
Pierwotnie projekt miał być filmem kinowym, jednak twórcy postanowili wydać go na rynku VHS (po latach także DVD) i w wybranych kinach amerykańskich przy dystrybucji niezależnej firmy 21st Century Film Corporation. Film był też wyświetlany w trakcie kilku hucznych festiwali, w tym 1993 MIFED Film Market.
W 2002 21st Century Film Corporation dystrybuowało film na terenie Wielkiej Brytanii, gdzie Komandosi śmierci opublikowani zostali na dyskach DVD. W Stanach Zjednoczonych obraz nie został wydany na DVD, a w 2010 Sony Pictures Home Entertainment (wcześniej wiązane z tytułem) złożyło oświadczenie, według którego nie ma żadnych planów co do publikacji filmu.
W Polsce film emitowały stacje telewizyjne: Polsat, TV4 oraz TVP 1, wcześniej był on także wydany na kasetach VHS dzięki VIM-owi. Nigdy nie trafił na dyski DVD, jednak w 2010 został zaprezentowany użytkownikom internetowych portali oferujących możliwość oglądania filmów on-line (osiu.pl, playtube.pl etc.).

## Opinie
Opinie na temat filmu były skrajnie złe. O ich nieprzychylności świadczy fakt, że Komandosi śmierci znaleźli się wśród stu najgorszych filmów według bazy filmowej Internet Movie Database (IMDb).